# Heptathlon aux championnats du monde d'athlétisme 1995
Navigation
Stuttgart 1993 Athènes 1997
Le concours de l'heptathlon des championnats du monde d'athlétisme 1995 s'est déroulé les 9 et 10 août 1995 à l'Ullevi Stadion de Göteborg, en Suède. Il est remporté par la Syrienne Ghada Shouaa.

## Résultats
| Rang               | Athlète               | Pays             | Performance |
| ------------------ | --------------------- | ---------------- | ----------- |
| Médaille d'or      | Ghada Shouaa          | Syrie            | 6651        |
| Médaille d'argent  | Svetlana Moskalets    | Russie           | 6575        |
| Médaille de bronze | Rita Ináncsi          | Hongrie          | 6522        |
| 4                  | Eunice Barber         | Sierra Leone     | 6340        |
| 5                  | Kym Carter            | États-Unis       | 6329        |
| 6                  | Regla Maria Cárdenas  | Cuba             | 6306        |
| 7                  | Denise Lewis          | Royaume-Uni      | 6299        |
| 8                  | LeShundra Nathan      | États-Unis       | 6258        |
| 9                  | Urszula Włodarczyk    | Pologne          | 6248        |
| 10                 | Kelly Blair-LaBounty  | États-Unis       | 6229        |
| 11                 | Nathalie Teppe        | France           | 6213        |
| 12                 | Sharon Jaklofsky      | Pays-Bas         | 6148        |
| 13                 | Tiia Hautala          | Finlande         | 6135        |
| 14                 | Jane Jamieson         | Australie        | 6133        |
| 15                 | Irina Tyukhay         | Russie           | 6112        |
| 16                 | Tina Rättyä           | Finlande         | 6095        |
| 17                 | Remigija Nazarovienė  | Lituanie         | 6026        |
| 18                 | Yelena Lebedenko      | Russie           | 5920        |
| 19                 | Anzhela Atroshchenko  | Biélorussie      | 5915        |
| 20                 | Karin Periginelli     | Italie           | 5613        |
|                    | Peggy Beer            | Allemagne        | DNF         |
|                    | Catherine Bond-Mills  | Canada           | DNF         |
|                    | Manuela Marxer        | Liechtenstein    | DNF         |
|                    | Svetlana Kazanina     | Kazakhstan       | DNF         |
|                    | Heike Daute-Drechsler | Allemagne        | DNF         |
|                    | Dagmar Urbankova      | Tchéquie         | DNF         |
|                    | Sabine Braun          | Allemagne        | DNF         |
|                    | Magalys García        | Cuba             | DNF         |
|                    | Ma Chun-Ping          | Taipei chinois   | DNF         |
|                    | Joanne Henry          | Nouvelle-Zélande | DNF         |

## Légende
Records et Performances
- AR : Record continental (area record)
- CR : Record des championnats (championship record)
- MR : Record du meeting (meet record)
- NR : Record national (national record)
- OR : Record olympique (olympic record)
- PR : Record paralympique (paralympic record)
- PB : Record personnel (personal best)
- SB : Meilleure performance personnelle de la saison (season's best)
- WL : Meilleure performance mondiale de l'année (world leader)
- WJR : Record du monde junior (world junior record)
- WR : Record du monde (world record)

Circonstances et Conditions
- DNF : N'a pas terminé (did not finish)
- DNS : N'a pas pris le départ (did not start)
- DQ : Disqualification (disqualification)
- NM : Aucun essai valable enregistré (No Mark)
- Q : Qualifié « directement » au prochain tour (ou à la prochaine compétition), lors d'une compétition majeure, grâce au classement ou à la réalisation des minima (automatic qualifier)
- q : Qualifié au prochain tour (ou à la prochaine compétition), lors d'une compétition majeure, grâce au repêchage ou à la réalisation de l'une des meilleures performances parmi celles des « non qualifiés directement » (grâce au meilleur temps ou à la meilleure distance par exemple) (secondary qualifier)